# 雷伊·伊萨克
雷伊·伊萨克（西班牙語：Rey Isaac，1973年1月3日—），生于圣地亚哥-德古巴，古巴棒球运动员。他曾代表古巴国家队参加1996年夏季奥林匹克运动会棒球比赛，获得一枚金牌。